# Егенхофен
Егенхофен (њем. Egenhofen) општина је у њемачкој савезној држави Баварска. Једно је од 23 општинска средишта округа Фирстенфелдбрук. Према процјени из 2010. у општини је живјело 3.246 становника. Посједује регионалну шифру (AGS) 9179117.

## Географски и демографски подаци
Егенхофен се налази у савезној држави Баварска у округу Фирстенфелдбрук. Општина се налази на надморској висини од 509 метара. Површина општине износи 33,4 km². У самом мјесту је, према процјени из 2010. године, живјело 3.246 становника. Просјечна густина становништва износи 97 становника/km².